# Лахса (еялет)
26°33′22″ пн. ш. 49°59′46″ сх. д. / 26.556° пн. ш. 49.996° сх. д.
Еялет Лахса (осман. ایالت لحسا) — адміністративно-територіальна одиниця Османської імперії. Існував у 1560—1670 роках. Утворився з частини еялету Басра (на теперішніх землях Саудівської Аравії та південного Катару).

## Історія

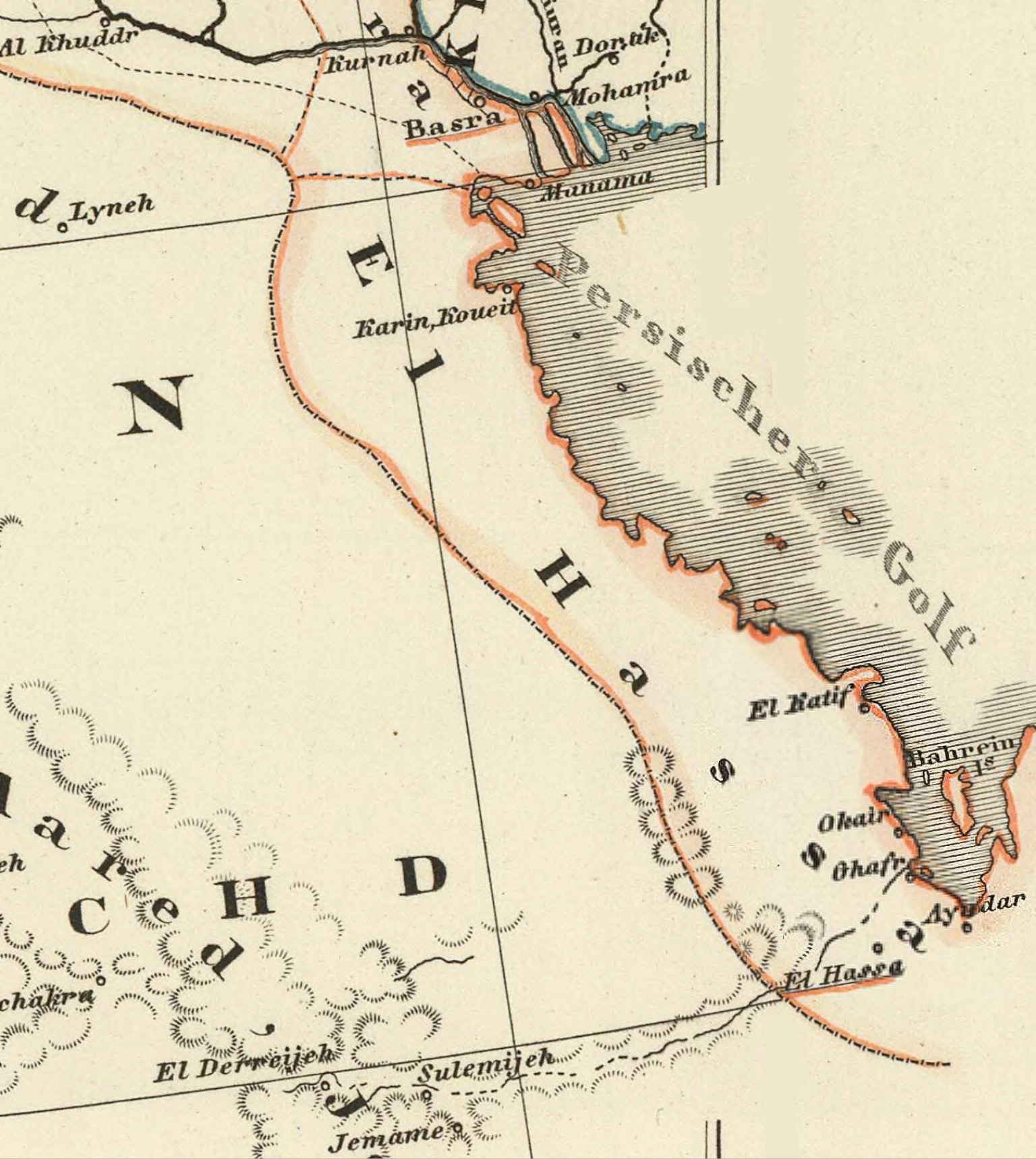
Еялет Лахса (1560-1670)

1552 року було зайнято узбережжя Ель-Хаси, яке султан Сулейман I планував перетворити на базу для боротьби з португальцями. Намічалося поставити під повний османський контроль усю Перську затоку. Того ж року здійснено напад на Ормуз, але невдало. Облаштування залог та флоту тривало протягом 1553—1557 років. Адміністративно Лахса як санджак підпорядковувалася басорському еялету, де на той час зміцнена влада султана. Османський адмірал Пірі-реїс зумів змусити визнати владу османів шейхів Катарського півострова та сучасних земель Об'єднаних Арабських Еміратів. 1559 року була здійснена перша велика військова кампанія з метою захоплення Бахрейну, проте османи зазнали нищівної поразки від португальців (за своїх полонених вимушені були сплатити 1 млн акче). після цього вплив османського уряду на більшу частину Перської затоки було втрачено.
1560 року Лахсі надано самостійний статус бейлербейства (у 1591 році перетворено на еялет в рамках загальної реформи). Столицею стало місто Ель-Катіф. Османські та португальські вояки здійснювали обопільні рейди. У 1560-х роках здійснено набіги на Ормуз та Бахрейн (перебували у власності Португалії), проте без особливого успіху. У 1573 році Ель-Катіф зазнало значного руйнування під час нападу португальців. Водночас пашам доводилося постійно воювати з арабським племенем Бану-Халіда.
У 1578—1590 роках війська з Лахси брали участь у черговій війні Османської імперії проти Персії. У 1581 році Лахсу захоплено перськими військами. Проте за угодою 1590 року тут відновлено османську владу. Постійні війни з бедуїнами та персами, загальне погіршення економічного стану та початок структурних проблем в імперії наприкінці XVI та на початку XVII століть викликали численні заворушення серед турків еялету. До них долучилися місцеві арабські шейхи. Внаслідок цього у 1591 році не вчинено напад на Бахрейн.
Задля припинення конфліктів з Бану-Халіда османські султани надали його шейхам численні титули та місцеві посади. Втім, криза 1630—1640-х років негативно відбилася на османському пануванні на Аравійському півострові. У 1669 році Барак ібн Гурайр з роду Хумейда племені Бані Халіда розпочав війну проти османських залог. До 1670 року було втрачено фортеці аль-Ахса, аль-Катіф та аль-Хаса. В результаті весь еялет опинився у владі Хумейдидів, що заснували Халідський емірат. Османським військам вдалося лише зберегти за собою Кувейтську казу (округ).

## У статусі санджаку
Лише у 1818 році було повернуто вплив османів, коли Другий Халідський емірат визнав зверхність султана. Втім, еялет не було відновлено, а у 1830 році припинив існування халідський емірат. Лише у 1890 році вдалося відновити владу султана над частиною лахси, яку було спочатку підпорядковано багдадському вілайєту, а потім стала частину вілайєту Басра. У 1913 році затверджено кордон між османськими та британськими володіннями на Аравійському півострові в Перській затоці.

## Структура
У 1560—1590 роках складався з 6 санджаків: Уюн, Бадійє, Тухаймаях, Кебрін, Кіссе, Мубарраз.
У XVII ст. відбулися зміни перебування санджакбеїв (кількість санджаків залишилося колишньою). Тепер діяли Айвенський, Сакульський, Негнієський, Нетіфський, Бендерразирський, Гирізький санджаки.

## Очільники
- Мурад Паша (1560—1566)
- Мехмед Паша (1566)
- Алі Паша (1566—1572)
- Осман Паша (1572—1573)
- Сінан-паша (1573—1575)
- Ільяс Паша (1575—1576 р.)
- Ахмед Паша (1576—1579)
- Газанфер Паша (1579)
- Ахмед Паша (1579—1582)
- Мехмед Паша (1582—1584)
- Ахмед Паша (1584—1589)
- Гусейн Паша (1589—1590)
- Ахмед Паша (1590—1595)
- Абдулбаки-паша (1595)
- Ахмед Паша (1595—1602)
- Бехра Паша (1602—1609)
- Алі Паша (1609—1610)
- Ібрагім Паша (1610-?)
- невідомо
- Мехмед Паша (? -1643)
- невідомо